# Hybosispa strandi
Hybosispa strandi es una especie de insecto coleóptero de la familia Chrysomelidae.
Fue descrita científicamente en 1933 por Uhmann.